# Danilo D'Ambrosio
Danilo D'Ambrosio (Nápoles, 9 de setembro de 1988) é um futebolista italiano que atua como Lateral-direito. Atualmente joga no Monza.

## Carreira
Iniciou sua carreira profissional em 2008, defendendo o Potenza. Jogou ainda por Juve Stabia (2008-2010) e Torino, onde se destacou entre 2010 e 2014, atuando em 119 partidas e marcando 10 gols.
Contratado pela Internazionale em janeiro de 2014, D'Ambrosio fez sua estreia logo em um clássico entre os Nerazzurri e a Juventus, que venceu a Inter por 3 a 1.
Se despediu da Inter em agosto de 2023, após o término de seu contrato.
Seu irmão gêmeo, Dario, também é futebolista profissional, e atualmente defende o Lecce.

## Seleção Italiana
Danilo D'Ambrosio não foi convocado nenhuma vez para defender a seleção principal da Itália, representando a Squadra Azzurra nas categorias sub-16, sub-17 e sub-21, em 2004 e 2010.

## Títulos
Internazionale
- Campeonato Italiano: 2020–21[3]
- Copa da Itália: 2021–22 e 2022–23
- Supercopa da Itália: 2021[4] e 2022